# 工人体育场北路
工人体育场北路是位于北京市朝阳区的一条东西向主干道，西接东二环与东四十条相接，东接东三环与农展馆南路相连。长2245米。1958年兴建北京工人体育场時、道路建成。因路东端原有水碓子村，故一開始起名水碓大街。1965年改为今名。1986年改建拓宽。
其下方为北京地铁3号线。